# Exo FM
Exo FM est une station de radio française de l'île de La Réunion, département d'outre-mer et région ultrapériphérique dans le sud-ouest de l'océan Indien. 
Elle est gérée par l'association Tropic FM.
D'après Médiamétrie, elle est, avec 15,5 % d'audience cumulée d'avril à juin 2015, la seconde radio la plus écoutée de l'île après Radio Free Dom et première des radios musicale.